# ATP Tour 250
Turneele ATP Tour 250 (cunoscute anterior ca turneele Tour ATP World 250, ATP International Series și ATP World Series) au cea mai mică clasare din turneele anuale de tenis masculin din circuitul principal ATP, fiind situate după cele patru turnee de Grand Slam, Turneul Campionilor, turneele ATP Tour Masters 1000 și turneele ATP 500. Începând cu 2020 , seria este formată din 39 de turnee, cu 250 de puncte de clasament acordate fiecărui campion la simplu. Extragerile pe tabloul principal constau în 28, 32 sau 48 de jucători la simplu și 16 la dublu.

## Turnee
| Turnee actuale                     | Turnee actuale   | Turnee actuale | Turnee actuale | Turnee actuale                                  | Turnee actuale                                  | Turnee actuale | Turnee actuale |
| ---------------------------------- | ---------------- | -------------- | -------------- | ----------------------------------------------- | ----------------------------------------------- | -------------- | -------------- |
| Denumire turneu                    | Oraș gazdă       | Țară           | Suprafață      | Loc desfășurare                                 | Loc desfășurare                                 |                |                |
| Qatar Open                         | Doha             | Qatar          | Dură           | Khalifa International Tennis and Squash Complex | Khalifa International Tennis and Squash Complex |                |                |
| Antalya Open                       | Antalya          | Turcia         | Dură           | Limak Arcadia Sport Resort                      | Limak Arcadia Sport Resort                      |                |                |
| Maharashtra Open                   | Pune             | India          | Dură           | Shree Shiv Chhatrapati Sports Complex           | Shree Shiv Chhatrapati Sports Complex           |                |                |
| Adelaide International             | Adelaide         | Australia      | Dură           | Memorial Drive Tennis Centre                    | Memorial Drive Tennis Centre                    |                |                |
| Auckland Open                      | Auckland         | Noua Zeelandă  | Dură           | ASB Tennis Centre                               | ASB Tennis Centre                               |                |                |
| Open Sud de France                 | Montpellier      | Franța         | Dură           | Arena Montpellier                               | Arena Montpellier                               |                |                |
| Sofia Open                         | Sofia            | Bulgaria       | Dură           | Arena Armeec                                    | Arena Armeec                                    |                |                |
| Córdoba Open                       | Córdoba          | Argentina      | Zgură          | Estadio Mario Alberto Kempes                    | Estadio Mario Alberto Kempes                    |                |                |
| New York Open                      | Uniondale        | Statele Unite  | Dură           | Nassau Veterans Memorial Coliseum               | Nassau Veterans Memorial Coliseum               |                |                |
| Buenos Aires Open                  | Buenos Aires     | Argentina      | Zgură          | Buenos Aires Lawn Tennis Club                   | Buenos Aires Lawn Tennis Club                   |                |                |
| Chile Open                         | Santiago         | Chile          | Zgură          | Club Deportivo Universidad Católica             | Club Deportivo Universidad Católica             |                |                |
| Open 13                            | Marseille        | Franța         | Dură           | Palais des sports de Marseille                  | Palais des sports de Marseille                  |                |                |
| Delray Beach International         | Delray Beach     | Statele Unite  | Dură           | Delray Beach Tennis Center                      | Delray Beach Tennis Center                      |                |                |
| Sardegna Open                      | Cagliari         | Italia         | Zgură          | Monte Urpinu Tennis Club                        | Monte Urpinu Tennis Club                        |                |                |
| US Clay Court                      | Houston          | Statele Unite  | Zgură          | River Oaks Country Club                         | River Oaks Country Club                         |                |                |
| Grand Prix Hassan II               | Marrakesh        | Maroc          | Zgură          | Royal Tennis Club de Marrakech                  | Royal Tennis Club de Marrakech                  |                |                |
| Serbia Open                        | Belgrad          | Serbia         | Zgură          | Novak Tennis Center                             | Novak Tennis Center                             |                |                |
| Bavarian International             | München          | Germania       | Zgură          | MTTC Iphitos München e.V.                       | MTTC Iphitos München e.V.                       |                |                |
| Estoril Open                       | Cascais          | Portugalia     | Zgură          | Clube de Ténis do Estoril                       | Clube de Ténis do Estoril                       |                |                |
| Geneva Open                        | Geneva           | Elveția        | Zgură          | Tennis Club de Genève                           | Tennis Club de Genève                           |                |                |
| Lyon Open                          | Lyon             | Franța         | Zgură          | Vélodrome Georges Préveral                      | Vélodrome Georges Préveral                      |                |                |
| Stuttgart Open                     | Stuttgart        | Germania       | Iarbă          | Tennis Club Weissenhof                          | Tennis Club Weissenhof                          |                |                |
| Rosmalen Grass Court Championships | 's-Hertogenbosch | Țările de Jos  | Iarbă          | Autotron Rosmalen                               | Autotron Rosmalen                               |                |                |
| Eastbourne International           | Eastbourne       | Regatul Unit   | Iarbă          | Devonshire Park Lawn Tennis Club                | Devonshire Park Lawn Tennis Club                |                |                |
| Mallorca Open                      | Santa Ponsa      | Spania         | Iarbă          | Santa Ponsa Tennis Academy                      | Santa Ponsa Tennis Academy                      |                |                |
| Hall of Fame Tennis Championships  | Newport          | Statele Unite  | Iarbă          | International Tennis Hall of Fame               | International Tennis Hall of Fame               |                |                |
| Swedish Open                       | Båstad           | Suedia         | Zgură          | Båstad Tennis Stadium                           | Båstad Tennis Stadium                           |                |                |
| Croatia Open                       | Umag             | Croația        | Zgură          | ITC Stella Maris                                | ITC Stella Maris                                |                |                |
| Atlanta Open                       | Atlanta          | Statele Unite  | Dură           | Atlantic Station                                | Atlantic Station                                |                |                |
| Swiss Open                         | Gstaad           | Elveția        | Zgură          | Roy Emerson Arena                               | Roy Emerson Arena                               |                |                |
| Los Cabos Open                     | Los Cabos        | Mexic          | Dură           | Delmar International School                     | Delmar International School                     |                |                |
| Austrian Open Kitzbühel            | Kitzbühel        | Austria        | Zgură          | Tennis Stadium Kitzbühel                        | Tennis Stadium Kitzbühel                        |                |                |
| Winston-Salem Open                 | Winston-Salem    | Statele Unite  | Dură           | Wake Forest University                          | Wake Forest University                          |                |                |
| St. Petersburg Open                | St. Petersburg   | Rusia          | Dură           | Sibur Arena                                     | Sibur Arena                                     |                |                |
| Moselle Open                       | Metz             | Franța         | Dură           | Parc des Expositions de Metz Métropole          | Parc des Expositions de Metz Métropole          |                |                |
| Chengdu Open                       | Chengdu          | China          | Dură           | Sichuan International Tennis Center             | Sichuan International Tennis Center             |                |                |
| Zhuhai Championships               | Zhuhai           | China          | Dură           | Hengqin International Tennis Center             | Hengqin International Tennis Center             |                |                |
| Kremlin Cup                        | Moscova          | Rusia          | Dură           | Olympic Stadium                                 | Olympic Stadium                                 |                |                |
| Stockholm Open                     | Stockholm        | Suedia         | Dură           | Kungliga tennishallen                           | Kungliga tennishallen                           |                |                |
| Astana Open                        | Nur-Sultan       | Kazakhstan     | Dură           | Daulet National Tennis Centre                   | Daulet National Tennis Centre                   |                |                |
| European Open                      | Anvers           | Belgia         | Dură           | Lotto Arena                                     | Lotto Arena                                     |                |                |
| Foste turnee                       |                  |                |                |                                                 |                                                 |                |                |
| Turneu                             | Oraș             | Țară           | Suprafață      | Loc desfășurare                                 | Ultima ediție                                   |                |                |
| SA Tennis Open                     | Johannesburg     | Africa de Sud  | Dură           | Montecasino                                     | 2011                                            |                |                |
| Los Angeles Open                   | Los Angeles      | Statele Unite  | Dură           | Los Angeles Tennis Center                       | 2012                                            |                |                |
| Pacific Coast Championships        | San Jose         | Statele Unite  | Dură           | HP Pavilion at San Jose                         | 2013                                            |                |                |
| Thailand Open                      | Bangkok          | Thailanda      | Dură           | Impact Arena                                    | 2013                                            |                |                |
| Düsseldorf Open                    | Düsseldorf       | Germania       | Zgură          | Rochusclub                                      | 2014                                            |                |                |
| Halle Open                         | Halle            | Germania       | Iarbă          | Gerry Weber Stadion                             | 2014 ^                                          |                |                |
| Queen's Club Championships         | Londra           | Regatul Unit   | Iarbă          | Queen's Club                                    | 2014 ^                                          |                |                |
| Vienna Open                        | Viena            | Austria        | Dură           | Wiener Stadthalle                               | 2014 ^                                          |                |                |
| Portugal Open                      | Oeiras           | Portugalia     | Zgură          | Estádio Nacional do Jamor                       | 2014                                            |                |                |
| Zagreb Indoors                     | Zagreb           | Croația        | Dură           | Dom Sportova                                    | 2015                                            |                |                |
| Colombia Open                      | Bogotá           | Colombia       | Dură           | Centro de Alto Rendimiento                      | 2015                                            |                |                |
| Valencia Open                      | Valencia         | Spania         | Dură           | City of Arts and Sciences                       | 2015                                            |                |                |
| Malaysian Open                     | Kuala Lumpur     | Malaysia       | Dură           | Putra Indoor Stadium                            | 2015                                            |                |                |
| Romanian Open                      | București        | România        | Zgură          | Arenele BNR                                     | 2016                                            |                |                |
| Nice Open                          | Nice             | Franța         | Zgură          | Nice Lawn Tennis Club                           | 2016                                            |                |                |
| Nottingham Open                    | Nottingham       | Regatul Unit   | Iarbă          | Nottingham Tennis Centre                        | 2016                                            |                |                |
| Ecuador Open                       | Quito            | Ecuador        | Zgură          | Club Jacarandá                                  | 2018                                            |                |                |
| Istanbul Open                      | Istanbul         | Turcia         | Zgură          | Koza World of Sports facility                   | 2018                                            |                |                |
| Shenzhen Open                      | Shenzhen         | China          | Dură           | Shenzhen Longgang Sports Center                 | 2018                                            |                |                |
| Brisbane International             | Brisbane         | Australia      | Dură           | Queensland Tennis Centre                        | 2019                                            |                |                |
| Sydney International               | Sydney           | Australia      | Dură           | NSW Tennis Centre                               | 2019                                            |                |                |
| Brasil Open                        | São Paulo        | Brazilia       | Zgură          | Complexo Desportivo Constâncio Vaz Guimarães    | 2019                                            |                |                |
| Hungarian Open                     | Budapesta        | Ungaria        | Zgură          | Nemzeti Edzés Központ                           | 2019                                            |                |                |

^ devenit eveniment ATP 500

(i) se referă la stadioane interioare

## Puncte ATP
| Probă           | C   | F   | SF | QF | Rundă 16 echipe | Rundă 32 echipe | Q   | Q2  | Q1  |
| Simplu masculin | 250 | 150 | 90 | 45 | 20*             | 10              | 5   | 3   | 0   |
| Dublu masculin  | 250 | 150 | 90 | 45 | 0               | N/A             | N/A | N/A | N/A |

- Jucătorii cu byes primesc puncte în prima rundă.